# Jaguares de la Bahía
Los Jaguares de la Bahía fue un equipo que participó en la Liga Nacional de Baloncesto Profesional con sede en Bahía de Banderas, Nayarit, México.

## Historia
Los Jaguares de la Bahía debutaron en el año 2010 en la LNBP. Sin embargo, debido a que no había afición y que las estadísticas del equipo estaban por los sueldos; y por si fuera poco, en el recinto turístico que sería su casa, allá en la Riviera Nayarit, con las inclemencias meteorológicas inundó el escenario donde jugarían, el acuerdo de autoridades les permitió jugar en la capital nayarita en el Mesón de los Deportes y después finalmente se fueron a Xalisco, pero las cosas no mejoraron. Y finalmente el equipo emigró a Saltillo, Coahuila.

## Jugadores

### Roster actual
Por definir.

### Jugadores destacados
- Jermaine "la Bestia" Johnson.